# Promise David
Promise Oluwatobi Emmanuel David Akinpelu (Brampton, 3 de julio de 2001) es un futbolista canadiense-nigeriano que juega de delantero en el Union Saint-Gilloise de la Primera División de Bélgica.

## Trayectoria
Promise David comenzó su carrera deportiva como profesional en la Premier League de Malta, donde jugó en el Valletta F. C. y en el Sirens F. C..
El 13 de febrero de 2023 fichó por el Nõmme Kalju de la Meistriliiga estonia, donde marcó 14 goles en 16 partidos en su última temporada.
Estos números llamaron la atención del Royale Union Saint-Gilloise de la Primera División de Bélgica, que lo fichó en julio de 2024.

## Selección nacional
Promise fue internacional sub-23 con la selección de fútbol de Nigeria, con la que debutó el 22 de octubre de 2022, en un partido de clasificación para la Copa Africana de Naciones Sub-23 de 2023 frente a Tanzania.
Tras una serie de discrepancias con la Federación Nigeriana de Fútbol, declaró que estaba centrado en jugar con la selección absoluta de Canadá, su país natal. Debutó el 7 de junio de 2025 marcando un gol en un triunfo ante Ucrania.

## Clubes
| Club                 | País    | Año       |
| -------------------- | ------- | --------- |
| Valletta F. C.       | Malta   | 2022      |
| Sirens F. C.         | Malta   | 2022-2023 |
| Nõmme Kalju          | Estonia | 2023-2024 |
| Union Saint-Gilloise | Bélgica | 2024-act. |

## Palmarés

### Títulos nacionales
| Título                      | Club                 | País    | Año  |
| --------------------------- | -------------------- | ------- | ---- |
| Supercopa de Bélgica        | Union Saint-Gilloise | Bélgica | 2024 |
| Primera División de Bélgica | Union Saint-Gilloise | Bélgica | 2025 |